# Costa Rica Justa
Costa Rica Justa es un partido político costarricense que postuló al ingeniero Rolando Araya Monge como candidato presidencial para las elecciones generales de Costa Rica de 2022.

## Historia
Costa Rica Justa fue fundado por el diputado Dragos Dolanescu Valenciano originalmente presidente del partido Partido Republicano Social Cristiano, por el que fue electo diputado, y partido al que renunció cuando el Comité Ejecutivo del mismo le denunció ante el Ministerio Público por presuntas irregularidades en manejos de fondos. Dolanescu aseguró que "mediría" el respaldo popular para decidir sobre una posible candidatura presidencial suya.
Tras finalizar el proceso de inscripción la candidatura a la presidencia fue ofrecida al exministro y dos veces previas candidato presidencial Rolando Araya, quien perdió la Convención Nacional Liberacionista de 2021 quedando en segundo lugar. Araya fue electo candidato no solo presidencial sino como cabeza de lista para la Asamblea Legislativa de Costa Rica.

## Ideología
Generó algo de controversia el hecho de que Dolanescu proviene de un partido conservador y sus posiciones como diputado y en redes sociales han sido descritas como populistas de derecha y conservadoras. Araya por el contrario proviene del socialismo democrático, fue vicepresidente de la Internacional Socialista y ha ejercido diversos cargos en la organización, siendo conocido además por sus posiciones progresistas en políticas económicas y sociales. Araya se defendió afirmando que es el timón del partido y por tanto su orientación ideológica la definiría él.

## Resultados electorales

### Elecciones presidenciales
| Elecciones presidenciales |                            |                     |           |           |                 |           |          |                         |
| Año                       | Candidato                  | Candidato           | Votos     | Votos     | %               | %         | Posición | Vicepresidentes         |
| Año                       | Candidato                  | Candidato           | 1° vuelta | 2° vuelta | 1° vuelta       | 2° vuelta | Posición | Vicepresidentes         |
| 2022                      |                            | Rolando Araya Monge | 19,951    | -         | \| \| 0.95 % \| | -         | 7.º      | Orlando Guerrero Vargas |
| 2022                      | Ana Lupita Mora Chinchilla | Rolando Araya Monge | 19,951    | -         | \| \| 0.95 % \| | -         | 7.º      |                         |
|                           | 0.95 %                     |                     |           |           |                 |           |          |                         |

### Elecciones legislativas
| Año  | Asamblea | Asamblea        | Asamblea |
| Año  | Votos    | %               | Escaños  |
| ---- | -------- | --------------- | -------- |
| 2022 | 25,347   | \| \| 1.22 % \| | 0/57     |
|      | 1.22 %   |                 |          |